# The Dock of the Bay: The Definitive Collection
The Dock of the Bay: The Definitive Collection è un album raccolta di Otis Redding, pubblicato dalla Atlantic Records nel 1987.

## Tracce
1. Respect – 2:09 (Otis Redding)
2. Mr. Pitiful – 2:40 (Otis Redding, Steve Cropper)
3. Love Man – 2:19 (Otis Redding)
4. (I Can't Get No) Satisfaction – 2:47 (Mick Jagger, Keith Richards)
5. Security – 2:35 (Otis Redding)
6. I Can't Turn You Loose – 2:39 (Otis Redding)
7. Shake – 2:41 (Sam Cooke)
8. Hard to Handle – 2:20 (Alvertis Isbell, Allen Jones, Otis Redding)
9. Tramp – 2:57 (Jimmy McCracklin, Lowell Fulson)
10. Fa-Fa-Fa-Fa-Fa (Sad Song) – 2:42 (Otis Redding, Steve Cropper)
11. My Lover's Prayer – 3:08 (Otis Redding)
12. These Arms of Mine – 2:34 (Otis Redding)
13. That's How Strong My Love Is – 2:28 (Roosevelt Jamison)
14. Cigarettes and Coffee – 4:01 (Edward Thomas, Jay Walker, Jerry Butler)
15. My Girl – 2:57 (Ronald White, William Robinson)
16. A Change Is Gonna Come – 4:19 (Sam Cooke)
17. I've Been Loving You Too Long – 3:15 (Jerry Butler, Otis Redding)
18. Try a Little Tenderness – 3:51 (Harry Woods, Jimmy Campbell, Reg Connelly)
19. Pain in My Heart – 2:24 (Naomi Neville)
20. (Sittin' on) The Dock of the Bay – 2:41 (Otis Redding, Steve Cropper)